# Hohenrain
Hohenrain – miejscowość i gmina w środkowej Szwajcarii, w kantonie Lucerna, w okręgu Hochdorf. Leży nad jeziorem Baldeggersee. 1 stycznia 2007 do gminy przyłączono gminę Lieli.

## Demografia
W Hohenrainie mieszka 2435 osób. W 2021 roku 8% populacji gminy stanowiły osoby urodzone poza Szwajcarią. 

## Transport
Przez teren gminy przebiega droga główna nr 26.